# 大村市立西大村小学校
大村市立西大村小学校（おおむらしりつ にしおおむらしょうがっこう、Omura City Nishi Omura Elementary School）は、長崎県大村市乾馬場町にある公立小学校。

## 概要
歴史
1872年（明治5年）の学制発布により、1873年（明治6年）に「池田小学校」として開校。数回の改称を経て、戦後の1947年（昭和22年）4月の学制改革の際に現校名となった。
校訓
「夢・元気・輝き」
校歌
作詞は原善麿、作曲は松本民之助による。3番まであり、各番とも「おお西大村小学校」で終わる。

## 沿革
- 1873年（明治6年）7月 - 「第五大学区第四中学区池田小学校」が開校。
- 1882年（明治15年）- 「玖島学区公立下等池田小学校」に改称。
- 1884年（明治17年）- 「大村学区公立下等池田小学校」に改称。
- 1886年（明治19年）9月 - 小学校令の施行により、「尋常池田小学校」に改称。
- 1887年（明治20年）3月 - 統合により「尋常大村小学校池田分舎」となる。
- 1889年（明治22年）9月 - 「尋常池田小学校」として独立（再）。
- 1892年（明治25年）7月 - 「西大村尋常小学校」に改称。
- 1900年（明治33年）4月 - 大村高等小学校を共に運営していた大村町・大村との組合から脱退。これにより、高等科を併置し「西大村尋常高等小学校」と改称。
- 1908年（昭和41年）4月 - 小学校令の一部改正により、義務教育期間が尋常科4年から尋常科6年に延長され、修業年限が尋常科6年、高等科2年に改定。
- 1939年（昭和14年）11月 - 西大村と竹松村が大村町に編入され、「大村町西大村尋常高等小学校」となる。
- 1941年（昭和16年）
  - 4月 - 国民学校令により、「大村町西大村国民学校」に改称。
  - 5月 - 「大村町第二国民学校」[1]に改称。
- 1942年（昭和17年）2月 - 市制施行により、「大村市第二国民学校」に改称。
- 1943年（昭和18年）4月 - 「大村市西大村国民学校」に改称。
- 1944年（昭和19年）4月 - 三城国民学校（現・大村市立三城小学校）の開校に伴い、学区を変更[2]。
- 1947年（昭和22年）4月 - 学制改革により、「大村市立西大村小学校」（現校名）となる。箕島[3]分校を設置。
- 1949年（昭和24年）4月 - 大村市立中央小学校が分離。
- 1954年（昭和29年）
  - 4月 - 大村市立西大村幼稚園を併設。
  - 5月 - 完全給食を開始。
- 1960年（昭和35年）4月 - 大村市立大村小学校へ箕島[3]分校を移管。
- 1971年（昭和46年）3月 - 鉄筋2階建て校舎が完成。
- 1972年（昭和47年）3月 - 鉄筋2階建て校舎が完成。
- 1973年（昭和48年）
  - 3月 - 鉄筋2階建て校舎が完成。
  - 8月 - 体育館が完成。
  - 12月 - 平屋建ての校舎が完成。
- 1977年（昭和52年）4月 - 東部地区学校給食共同調理場が開設される。
- 1979年（昭和54年）12月 - 運動場側校舎を3階建に増築
- 1995年（平成7年）10月 - 大規模改修工事を実施。
- 1996年（平成8年）9月・10月 - 南側校舎・体育館の大規模改修工事を実施。
- 1998年（平成10年）1月 - コンピューターを導入。
- 1999年（平成11年）3月 - カウンセリング室を設置。
- 2009年（平成21年）11月 - 耐震工事を実施。
- 2010年（平成22年）10月 - 太陽光パネルを設置。

## アクセス
最寄りの鉄道駅
- JR九州大村線 諏訪駅

最寄りのバス停
- 県営バス 大村市内線 下諏訪 / 裏馬場バス停

## 周辺
- 大村市立西大村中学校
- 大村市立中央小学校
- 大村市立西大村幼稚園
- 陸上自衛隊 大村駐屯地

## 関連事項
- 長崎県小学校一覧